# Роланд Гаттенбергер
Роланд Гаттенбергер (нім. Roland Hattenberger, нар. 7 грудня 1948, Єнбах) — австрійський футболіст, що грав на позиції півзахисника.
Виступав, зокрема, за «Ваккер» (Інсбрук) та «Штутгарт», а також національну збірну Австрії, з якою був учасником двох чемпіонатів світу.

## Клубна кар'єра
Народився 7 грудня 1948 року в місті Єнбах. Вихованець юнацьких команд футбольних клубів «Єнбах» та «Куфштайн».
У дорослому футболі дебютував 1968 року виступами за команду «Ваттенс», в якій провів три сезони.
1971 року Гаттенбергер став гравцем «Ваккера» (Інсбрук), з яким у першому ж сезоні виграв чемпіонат, а у наступному «золотий дубль» — чемпіонат та Кубок Австрії.
У 1974 році Роланд приєднався до західнонімецької «Фортуни» (Кельн). 25 серпня 1974 року він дебютував у Другій Бундеслізі у виїзній грі проти «Рот-Вайса» з Оберхаузена (2:1) і забив гол. Він грав у «Фортуні» три роки, провівши 99 матчів у другому німецькому дивізіоні.
Влітку 1977 року Хаттенбергер залишив Фортуну, щоб перейти до клуб вищого дивізіону країни «Штутгарта». Вперше зіграв у Бундеслізі 6 серпня 1977 року в матчі проти мюнхенської «Баварії» (3:3). Він грав у «Штутгарті» 4 роки, провівши як і у попередній команді рівно 99 ігор і у 1979 році став з командою віце-чемпіоном ФРН, а в 1981 році посів 3 місце в Бундеслізі.
Завершив ігрову кар'єру у команді «Ваккер» (Інсбрук), у складі якої вже виступав раніше. Повернувся до неї 1981 року і захищав її кольори до припинення виступів на професіональному рівні у 1984 році, після чого грав в аматорській лізі за рідний «Куфштайн».

## Виступи за збірну
10 червня 1972 року дебютував в офіційних матчах у складі національної збірної Австрії у грі відбору на чемпіонат світу 1974 року зі Швецією (2:0).
У складі збірної був учасником чемпіонату світу 1978 року в Аргентині та чемпіонату світу 1982 року в Іспанії. На першому турнірі Гаттенбергер не зіграв жодного матчу, натомість на другому вже був основним гравцем, зігравши у 4 з 5 іграх своєї команди, яка як і на попередньому «мундіалі» не змогла подолати другий груповий етап.
Загалом протягом кар'єри у національній команді, яка тривала 11 років, провів у її формі 51 матч, забивши 3 голи.

## Титули і досягнення
- Чемпіон Австрії (2):

«Ваккер» (Інсбрук): 1971/72, 1972/73
- Володар Кубка Австрії (1):

«Ваккер» (Інсбрук): 1972/73